# David Fonseca

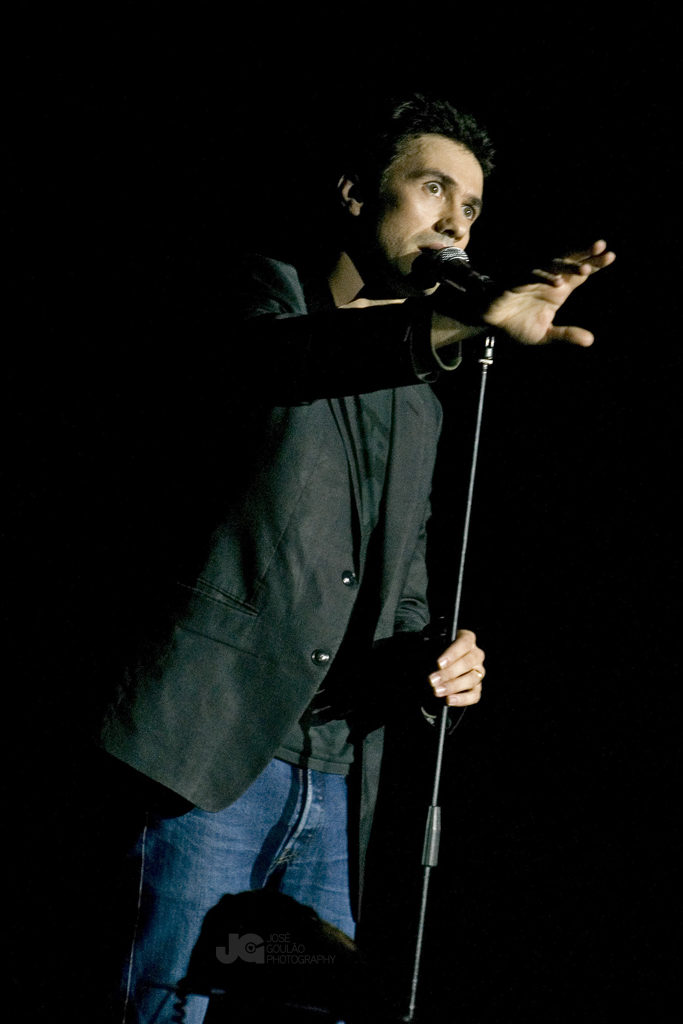
David Fonseca (2008)

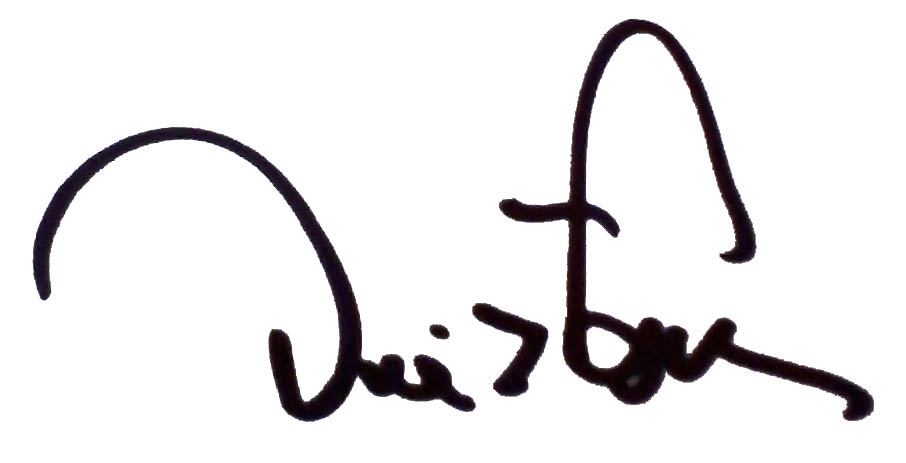
Autogramm von David Fonseca

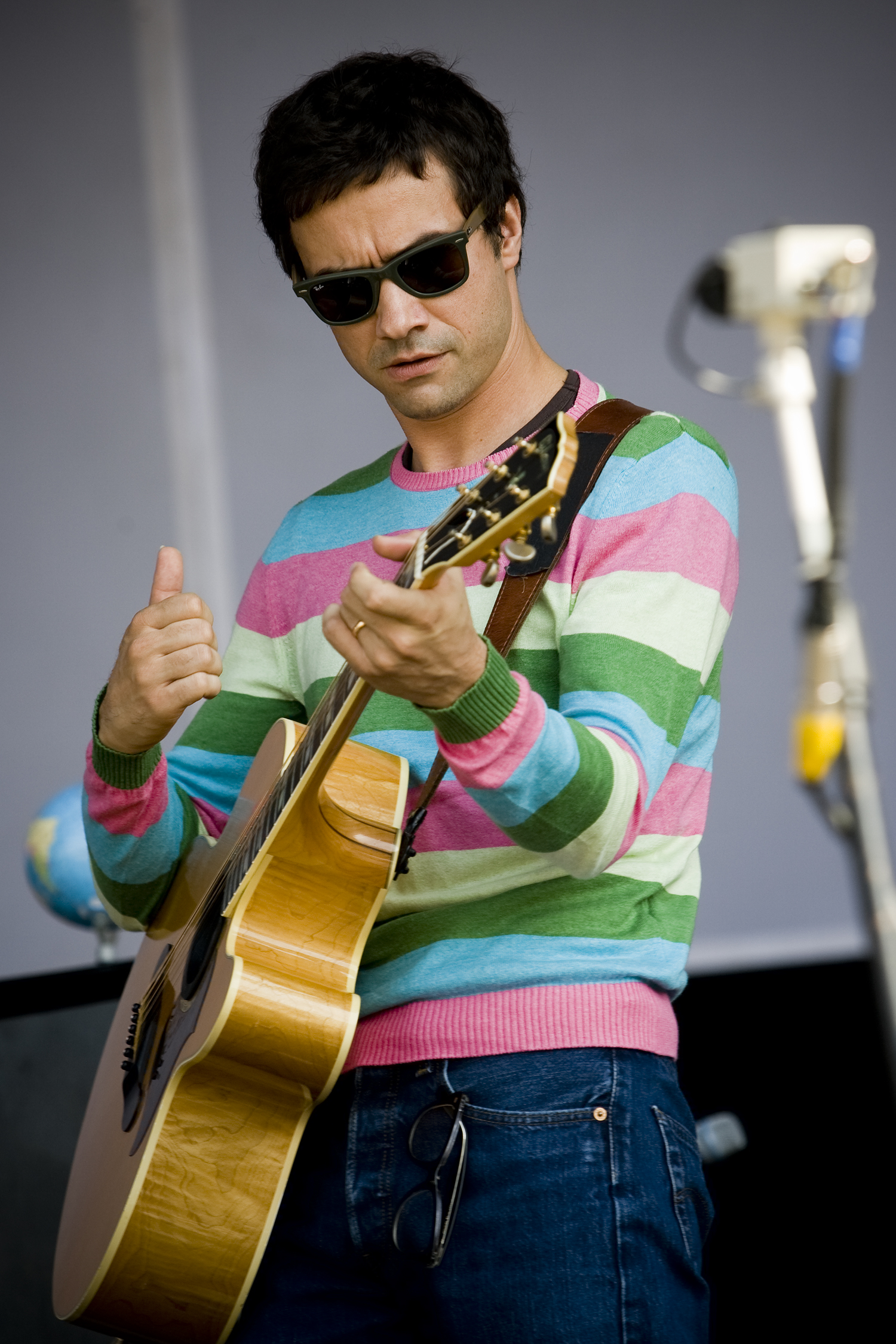
David Fonseca

David Fonseca (* 14. Juni 1973 in Marrazes) ist ein portugiesischer Pop-Sänger und Songwriter.

## Leben
Er schloss ein Filmstudium an der Escola Superior de Teatro e Cinema ab und arbeitete als Modefotograf. 1995 hatte er in Leiria die Gruppe Silence 4 gegründet, die sowohl mit ihren Konzerten, als auch mit den Verkaufszahlen ihrer beiden Alben großen Erfolg in Portugal hatte. 2002 begann Fonseca seine Solo-Karriere und stieg aus der Band aus, die sich daraufhin auflöste.
2003 erschien sein erstes Soloalbum. Sing Me Something New stieg bis auf Platz zwei der Charts in Portugal. Das 2005 folgende Album Our Hearts Will Beat As One erreichte dann Platz eins der portugiesischen Verkaufscharts. Das Video zu Hold Still, seinem Duett mit Rita Redshoes, die er in seine Begleitband einlud, drehte er in London. Auch seine folgenden Veröffentlichungen erreichten Spitzenplätze der Hitparade.
Fonseca wurde für die MTV Europe Music Awards 2003 und 2005 nominiert.
2004 war er am Humanos-Projekt beteiligt, einer Tribute-Band für den früh verstorbenen Popmusiker António Variações, bei dem u. a. die Clã-Sängerin Manuela Azevedo, der Fado-Sänger Camané, und der Bunnyranch-Musiker João Cardoso mitwirkten. 
Fonsecas Konzert im Coliseu dos Recreios vom 12. April 2008 erschien als DVD und CD.
Mit dem 2015 erschienenen Futuro eu sang er erstmals ein komplettes Album auf Portugiesisch ein. Das Werk stieg auf Platz eins der portugiesischen Verkaufscharts ein. Zwei Jahre später veröffentlichte er ein Tributalbum an den kurz zuvor verstorbenen David Bowie. Damit erreichte er zum fünften Mal die Chartspitze.
Seit Beginn seiner Solokarriere gestaltet er die Cover seiner Veröffentlichungen selbst und dreht seine eigenen Video-Clips.

## Diskografie

### Alben
| Jahr | Titel                       | Höchstplatzierung, Gesamtwochen, AuszeichnungChartsChartplatzierungen (Jahr, Titel, Platzierungen, Wochen, Auszeichnungen, Anmerkungen) | Anmerkungen |
| Jahr | Titel                       | PT | Anmerkungen |
| ---- | --------------------------- | --- | ----------- |
| 2003 | Sing Me Something New       | PT2 Gold · (19 Wo.)PT |             |
| 2005 | Our Hearts Will Beat As One | PT1 Gold · (5 Wo.)PT |             |
| 2007 | Dreams in Colour            | PT1 Gold · (22 Wo.)PT |             |
| 2009 | Between Waves               | PT1 Gold · (16 Wo.)PT |             |
| 2012 | Seasons – Rising            | PT3 (16 Wo.)PT |             |
| 2012 | Seasons – Falling           | PT7 (4 Wo.)PT |             |
| 2015 | Futuro eu                   | PT1 (9 Wo.)PT |             |
| 2017 | Bowie 70                    | PT1 (17 Wo.)PT |             |
| 2018 | Radio Gemini                | PT3 (14 Wo.)PT |             |

Weitere Alben
- 2008: Dreams in Colour Live
- 2009: A Cry 4 Love (12" EP)

### Singles
| Jahr | Titel Album | Höchstplatzierung, Gesamtwochen, AuszeichnungChartsChartplatzierungen (Jahr, Titel, Album, Platzierungen, Wochen, Auszeichnungen, Anmerkungen) | Anmerkungen |
| Jahr | Titel Album | PT | Anmerkungen |
| ---- | ----------- | --- | ----------- |
| 2017 | Bowie 70    | PT50 (1 Wo.)PT |             |

## Videoalben
- 2008: Dreams in Colour Live
- 2009: Streets of Lisbon - Acoustic Live Sessions (Bonus-DVD zur Between Waves-CD)